# 돈데 에스타 엘리사
《돈데 에스타 엘리사》(스페인어: ¿Dónde está Elisa?)는 2009년 방영된 칠레의 텔레노벨라이다.